# Diogmites imitator
Diogmites imitator är en tvåvingeart som beskrevs av Carrera 1953. Diogmites imitator ingår i släktet Diogmites och familjen rovflugor. Inga underarter finns listade i Catalogue of Life.